# Foreness Point
Foreness Point är en udde i Storbritannien.   Den ligger i distriktet Thanet District, grevskapet Kent och riksdelen England, i den sydöstra delen av landet, 110 km öster om huvudstaden London.
Terrängen inåt land är platt. Havet är nära Foreness Point åt nordost.  Närmaste större samhälle är Broadstairs, 2,7 km söder om Foreness Point. Runt Foreness Point är det i huvudsak tätbebyggt.